# Белцов
Белцов (болг. Белцов) — село в Болгарии. Находится в Русенской области, входит в общину Ценово. Население составляет 458 человек.

## Политическая ситуация
В местном кметстве Белцов, в состав которого входит Белцов, должность кмета (старосты) исполняет Митко Георгиев Макавеев (независимый) по результатам выборов.
Кмет (мэр) общины Ценово — Владимир Тодоров Калинов (коалиция партий: Союз свободной демократии (ССД), Земледельческий народный союз (ЗНС), Движение за права и свободы (ДПС)) по результатам выборов.